# 卡哈羅萊烏帕齊拉
卡哈羅萊是孟加拉國的一個烏帕齊拉，位於朗布爾專區的迪納傑布爾縣。

## 人口
卡哈羅萊烏帕齊拉共有戶數22448戶。據1991年孟加拉國人口普查，該地共有人口118379人，其中男性佔比51.78%，女性48.22%；成年人口60240人。